# Groupe Isola
Le Groupe Isola (en anglais : Isola Group) est un ancien parti politique à Gibraltar, actif de 1969 à 1972. 

## Historique
Fondé en 1969 en vue des élections générales de 1969, le groupe obtient 3 députés au Parlement de Gibraltar. Malgré l'arrivée en tête de l'Association pour la promotion des droits civils (7 sièges), le groupe Isola fait partie de la coalition gouvernementale avec le Parti de l'intégration avec la Grande-Bretagne (5 sièges),, dirigée par Robert Peliza. 
En 1972, l'un des trois députés quitte le groupe, ce qui donne lieu à des élection anticipées, que la coalition perd. Privé de représentation parlementaire, le groupe Isola préfère s'auto-dissoudre.

## Résultats électoraux

### Élections législatives
| Année | Sièges |
| ----- | ------ |
| 1969  | 3 / 15 |
| 1972  | 0 / 15 |